# Джамбул (фильм)
«Джамбул» (каз. Жамбыл) — советский художественный фильм, снятый режиссёрами Ефимом Дзиганом в 1952 году на Алма-Атинской киностудии художественных и хроникальных фильмов.
Премьера фильма состоялась 25 мая 1953 года.
Фильм был снят чёрно-белым, но существует и версия с восстановленным цветом.

## Сюжет
Фильм рассказывает историю жизни и творчества известного казахского поэта-акына Джамбула Джабаева.
На просторах широких казахских степей живёт молодой поэт Джамбул. Известный акын Суюнбай перед смертью передаёт своему ученику домбру. Ни лесть, ни золото, ни преследование не могут заставить Джамбула в своём творчестве лгать. Царское правительство арестовало его, чтобы задушить свободный голос поэта. В тюрьме он встречает русского солдата, большевика Василия. После этой встречи он понимает, что простые люди России и казахи имеют одну и ту же цель. Проходят годы. Поэт становится старше. Песен Джамбула почти не слышно.
Известие об Октябрьской революции придаёт новый импульс его творчеству. Джамбул рассказывает о счастье народа, увидевшего новый свет в жизни. Он отправляется в Москву, где насладится прекрасными достопримечательностями столицы и напишет о ней песни. В трудные дни Великой Отечественной войны Джамбул отправляет сына на фронт. Он призывает своих соотечественников нанести удар по врагу, напавшему на Великую Родину. В блокадном Ленинграде звучит знаменитая песня акына «Ленинградцы, дети мои». Вместе со своим народом поэт встречает День Победы. В его руках снова звучит та же домбра.

## В ролях
- Шакен Айманов — Джамбул
- Курманбек Джандарбеков — Кадырбай
- Михаил Геловани — И. В. Сталин
- Ефим Копелян — А. И. Микоян
- Гарифулла Курмангалиев — Шаймухамед
- Герман Хованов — Василий Власов
- Капан Бадыров — Боранбаев
- Хафиза Абугалиева — Алма
- Кененбай Кожабеков — Надир
- Константин Адашевский — губернатор
- Эраст Гарин — часовой
- Атайбек Жолумбетов — Майбасар
- Николай Лукинов — Арсений Григорьевич Коваленко
- Василий Меркурьев — доктор
- Нина Никитина — учительница
- Жагда Огузбаев — эпизод
- Нурсулу Тапалова — Салтанат
- Амина Умурзакова — эпизод
- Елюбай Умурзаков — Суюнбай
- Евгений Попов — лейтенант (нет в титрах)
- Дарига Тналина — эпизод (нет в титрах)
- Нурмухан Жантурин — Мурат (нет в титрах)
- Семён Деревянский — эпизод (нет в титрах)
- Евгений Леберский — эпизод (нет в титрах)
- Олеся Иванова — эпизод (нет в титрах)

## Съёмочная группа
- Режиссёр — Ефим Дзиган
- Сценарий — Николай Погодин, Абдильда Тажибаев
- Операторы — Николай Большаков, Игорь Гелейн
- Художники-постановщики — Владимир Егоров, Евгений Еней, Исаак Каплан
- Композиторы — Николай Крюков, Мукан Тулебаев
- Звукооператор — Е. Нестеров
- Ассистенты режиссёра — М. Бегалин, Семён Деревянский, А. Левшин
- Монтажёры — Евгения Абдиркина, К. Досаева
- Ассистенты оператора — Е. Нестеров, О. Даулеткалиев
- Дирижёр — Г. Дугашев
- Редактор — А. Ашимов
- Директор картины — С.Едилбаев